# Стоя (порнографска актриса)
Вижте пояснителната страница за други личности с името Стоя.
Стоя (на английски: Stoya) е артистичен псевдоним на американската порнографска актриса Джесика Стоядинович (Jessica Stoyadinovich).

## Ранен живот
Родена е на 15 юни 1986 г. в град Уилмингтън, щата Северна Каролина, САЩ и е от смесен етнически произход – сръбски, шотландски и пуерторикански. Баща ѝ е сърбин, а майка ѝ е от шотландски и пуерторикански произход. Семейството на бащата емигрира от Сърбия в САЩ веднага след края на Първата световна война.
Още докато е дете, се премества със семейството си в Делауеър. Там не посещава училище, а учи в домашна форма на обучение и три месеца преди да навърши 16 години получава дипломата си за успешно завършено средно образование. След това отива да живее във Филаделфия и на 19 години започва да работи като танцьорка и се снима за еротични уебсайтове.
Записва се да учи в колежа за изкуство и дизайн „Делауеър“, но завършва само един семестър, като по-късно посещава лятна програма на Университета по изкуствата във Филаделфия.

## Кариера
Дебютира като актриса в порнографската индустрия през 2007 г. и скоро подписва ексклузивен тригодишен договор с компанията „Диджитъл Плейграунд“. Преди да сключи този договор тя снима само секс сцени с жени и соло изпълнения.
Участва в множество филми на Диджитъл Плейграунд, сред които: „Пирати: Отмъщението на Стагети“ (първа и втора част), „Медицински сестри“, „Мажоретки“, „Стоя: сексуален каприз“, „Стоя: секси горещо“, „Стоя: работохолик“, „Учителки“, „Топ оръжия“ и други.
Във филма „Лоши момичета 5“ прави първата си секс сцена с двойно проникване.
През 2009 г. печели наградите за най-добра нова звезда на AVN, XRCO и XBIZ.
Стоя отхвърля на два пъти предложенията на продуцентите си от „Диджитъл Плейграунд“ за поставяне на импланти в гърдите ѝ.
Поставена е на 11-о място в класацията на списание „Комплекс“, наречена „Топ 100 на най-горещите порнозвезди (точно сега)“ от юли 2011 г.

## Личен живот
Според някои публикации е имала интимна връзка с рок изпълнителя Мерилин Менсън.
През ноември 2008 г. Стоя посещава за първи път родината на баща си – Сърбия.
През 2009 г. напуска Филаделфия и се установява да живее в Лос Анджелис.
В интервю за „The Huffington Post“ от юни 2013 г. Стоя потвърждава, че има връзка с порноактьора Джеймс Дийн. През ноември 2015 Стоя обвинява Дийн в изнасилване, като след нея още няколко порноактриси го обвиняват в същото.

## Награди и номинации
Носителка на награди
- 2008: Eroticline награда за най-добра американска новачка.[16]
- 2009: AVN награда за най-добра нова звезда.[8]
- 2009: AVN награда за най-добра секс сцена с двойка само момичета – „Пирати 2: Отмъщението на Стагети“ (с Беладона).[17]
- 2009: AVN награда за най-добра групова секс сцена само с момичета – „Мажоретки“ (с Адреналин, Шей Джордан, Бриана Лов, Мемфис Монро, Прия Рай, София Санти, Джеси Джейн и Лекси Тайлър).[17]
- 2009: XRCO награда за най-добра нова звезда.[9]
- 2009: XBIZ награда за нова звезда на годината.[10]
- 2012: AVN награда за най-гореща секс сцена (награда на феновете) - „Бавачки 2“ (с Кейдън Крос, Джеси Джейн, Райли Стийл, Биби Джоунс и Мануел Ферара).
- 2014: XBIZ награда за най-добра сцена в игрален филм – „Кодекс на честта“ (с Джеси Джейн, Райли Стийл, Кейдън Крос, Селена Роуз и Мануел Ферара)[18]

Номинации
- 2009: Номинация за AVN награда за най-добра групова секс сцена – „Пирати 2: Отмъщението на Стагети“ (с Шайла Стайлз, Габриела Фокс, Вероника Рейн, Аби Брукс, Бриа Лин, Чарлс Дера, Мануел Ферара и Марко Бандерас).[19]
- 2009: Номинация за AVN награда за най-добра секс сцена с тройка само момичета – „Пирати 2: Отмъщението на Стагети“ (с Кацуни и Беладона).[19]
- 2011: Номинация за AVN награда за най-добра актриса – „Стоя: перфектна снимка“.[20]
- 2012: Номинация за AVN награда за най-добра секс сцена с двойно проникване – „Лоши момичета 5“ (с Джеймс Дийн и Стив Холмс).[21]
- 2012: Номинация за AVN награда за най-добра групова секс сцена – „Бавачки 2“ (с Кейдън Крос, Джеси Джейн, Райли Стийл, Биби Джоунс и Мануел Ферара.[21]
- 2012: Номинация за AVN награда за най-добра групова секс сцена – „Топ оръжия“ (с Райли Стийл, Джеси Джейн, Кейдън Крос, Селена Роуз и Томи Гън).[21]
- 2014: Номинация за AVN награда за най-добра поддържаща актриса – „Кодекс на честта“.[22]

Други признания
- 2011: 11-о място в класацията на списание „Комплекс“, наречена „Топ 100 на най-горещите порнозвезди (точно сега)“.[12]